# Ніколя-Луї де Лакайль
Ніколя́-Луї́ де Лака́йль або Ніколя Луї де Лакайль, також Нікола Луї де Лакайль (фр. Nicolas-Louis de Lacaille); (*1713, комуна Рюміньї, Франція — †1762) — французький астроном, геодезист та картограф, найбільш відомий своїми спостереженнями зоряного неба південної півкулі.
У 1750—1754 роках очолював експедицію Французької академії наук до Мису Доброї Надії, де систематично вивчав південну частину зоряного неба. Каталогізував понад 10 000 зір. Точне розташування близько 2000 із них (тих, що видимі неозброєним оком), разом із картою зоряного неба були опубліковані після його смерті. Повернувшись, відмовився прийняти винагороду в 100 000 ліврів, і далі займався астрономією.
Працюючи над каталогом зір південного неба Лакайль запропонував 14 нових сузір'їв, розділивши для цього деякі старі сузір'я. Зокрема сузір'я Арго було розділено на Корму, Кіль та Вітрила. Сузір'я Компас Лакайль розташував там, де зображували щоглу сузір'я Арго[джерело?].
Інші запропоновані сузір'я:
Живописець, Мікроскоп, Насос (Повітряний насос), Косинець, Октант, Піч (Хімічна Піч), Різець, Сітка, Скульптор (Майстерня Скульптора), Столова Гора, Телескоп, Циркуль, Годинник.

## Основні праці
- "Lecons d'astronomie" (1746, 1780),
- "Elemens d'optique" (1750),
- "Observations sur 515 etoiles du zodiaque" (вид. Bailly, 1763),
- "Astronomiae fundamenta" (1757),
- "Tables de logarithmes" (1760).